# Спирин, Даниил Степанович
Даниил Степанович Спирин (азерб. Danil Stepanoviç Spirin; 8 декабря 1884, Саратовская губерния — 6 декабря 1959, Баку) — советский азербайджанский нефтяник, Герой Социалистического Труда (1948).

## Биография
Родился 8 декабря 1884 года в селе Черновка Саратовской губернии.
Начал трудовую деятельность в 1898 году. С 1902 года — рабочий, буровой мастер, инженер, заведующий промыслом на Бакинских нефтепромыслах. 
Указом Президиума Верховного Совета СССР от 8 мая 1948 года за выдающиеся успехи в реконструкции нефтяной и газовой промышленности СССР, большой вклад в повышение эффективности производства и качества продукции Спирину Даниилу Степановичу присвоено звание Героя Социалистического Труда с вручением ордена Ленина и золотой медали «Серп и Молот».
Активно участвовал в общественной жизни Азербайджана. Член КПСС с 1937 года.
Скончался 6 декабря 1959 года в городе Баку.